# Caparaó
Caparaó is een gemeente in de Braziliaanse deelstaat Minas Gerais. De gemeente telt 4.991 inwoners (schatting 2009).

## Aangrenzende gemeenten
De gemeente grenst aan Alto Caparaó, Alto Jequitibá, Divino, Espera Feliz en Luisburgo.